# Avenida Jujuy
La avenida Jujuy es una arteria vial de la Ciudad de Buenos Aires, Argentina.
Debe su nombre a la provincia de Jujuy, en el noroeste del país.[cita requerida]

## Características
Corre paralelamente a las Avenidas Entre Ríos y 9 De Julio.Tiene una extensión de 22 cuadras, en dirección norte - sur.[cita requerida]
En 2007 se inauguró la Línea H de subterráneos, que recorre parte de su trayecto, bajo la totalidad de esta avenida.[cita requerida]

## Recorrido
Nace en el barrio de Balvanera, en el área denominada comúnmente Once, en el lugar donde la Avenida Rivadavia corta Avenida Pueyrredón, siendo esta última, extensión de Jujuy.
Esta zona se caracteriza por un gran movimiento comercial y de pasajeros. Al estar en cercanías de la Estación Once, terminal del Ferrocarril Sarmiento.
Recorre en dirección sur, atravesando el barrio de San Cristóbal, hasta terminar en la Avenida Caseros en Parque Patricios, continuando como la Calle Colonia.[cita requerida]
|  | RMCONTg |

| RMCONTgq | RMKRZ | RMq |

| STRq | RMKRZ | CONTfq |

|  | RM |

| RMq | RMKRZ | RMCONTfq |

| CONTgq | RMKRZ | STRq |

|  | RM |

| RMCONTgq | RMKRZ | RMq |

|  | RM |

| CONTgq | RMKRZ | STRq |

| RMq | RMKRZ | RMCONTfq |

| RAq | RMu + RAq | RAq |

|  | RM |

| RMCONTgq | RMKRZ | RMq |

| RMq | RMKRZ | RMq |

|  | RM |

| RMq | RMKRZ | RMq |

|  | RMCONTf |

- Datos: Q5713782